# Тахтали
Тахтали (тур. Tahtalı) је насељено место у округу Карамурсел у вилајету Коџаели, Турска. Према попису из 2020. било је 38 становника.
Карапинар настањују Бошњаци, чији су се преци доселили 1895. године из Босне и Херцеговине.